# Піскунов Владислав Юрійович
Владислав Юрійович Піскунов (нар. 7 червня 1978) — український легкоатлет, який спеціалізувався на метанні молота.
На національних змаганнях представляв Херсонську область та Автономну Республіку Крим.
Тренувався під керівництвом батька — Юрія Піскунова (1946—2014) — заслуженого тренера України.
Племінник — Гліб Піскунов (нар. 1998) — срібний призер чемпіонату світу серед юніорів (2016), чемпіон України з метання молота.

## Спортивні досягнення
Учасник двох олімпійських змагань з метання молота (2000, 2004), на обох з яких не зміг подолати кваліфікаційний раунд.
Бронзовий призер чемпіонату світу з метання молота (1999). Брав участь ще у двох чемпіонатах світу (2001, 2003), на обох з яких не зміг подолати кваліфікаційний раунд.
Срібний призер чемпіонату Європи з метання молота (2002). Фіналіст (10-е місце) змагань з метання молота чемпіонаті Європи в Будапешті (1998).
Срібний (2001) та бронзовий (1999) призер Універсіад з метання молота.
Срібний призер Європейського виклику із зимових метань в особистому та командному заліках (2001).
Чемпіон Європи серед молоді з метання молота (1999).
Чемпіон України з метання молота (1998, 1999, 2000). Срібний (2002, 2003) та бронзовий (2001, 2005) призер чемпіонатів України з метання молота.
Зимовий чемпіон України з метання молота (1999, 2000, 2001, 2002, 2003). Срібний (2004) та бронзовий (2005) призер зимових чемпіонатів України з метань.

## Допінг
У 1994 виграв змагання з метання молота на чемпіонаті світу серед юніорів у Лісабоні, проте через порушення антидопінгових правил він був дискваліфікований на 3 роки з анулюванням здобутого чемпіонського звання.
У 2005 допінг-проба, взята у спортсмена на чемпіонаті світу виявилась позитивною, внаслідок чого Піскунов був дискваліфікований пожиттєво рішенням Федерації легкої атлетики України.